# Dallas Symphony Orchestra

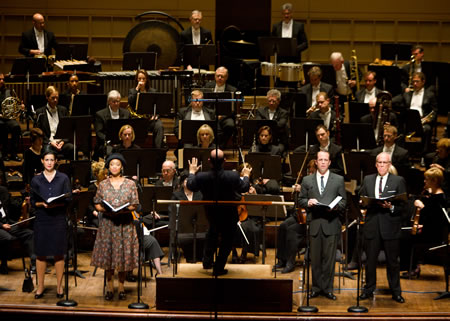
Dallas Symphony Orchestra (2008)

Das Dallas Symphony Orchestra (DSO) ist ein 1900 gegründetes Sinfonieorchester in Dallas, Texas. Es zählt zu den ältesten Orchestern der USA und versteht sich als größte Organisation für darstellende Kunst im Südwesten der Vereinigten Staaten. Seit 1989 ist es im Morton H. Meyerson Symphony Center im Arts District beheimatet.
Zu den ehemaligen Orchesterleitern gehörten u. a. Antal Doráti, Walter Hendl und Georg Solti. Nachdem Jaap van Zweden 2018 seinen Abschied nahm, wurde Fabio Luisi ab der Saison 2019/20 designierter Musikdirektor und ab 2020/21 Musikdirektor.

## Einordnung
Das Dallas Symphony Orchestra ist das achtälteste Orchester der USA: nach New York (1842), Saint Louis (1880), Boston (1881), Chicago (1891), Cincinnati (1895), Pittsburgh (1895) und Portland (1896). Als erstes Orchester aus dem Süden der Vereinigten Staaten erreichte es den Status eines „major orchestra“. Obwohl es nicht zu den traditionellen Big Five gerechnet wird, gehört es mit diesen zur „Group 1“ der League of American Orchestras und damit zu denjenigen 24 Orchestern mit dem höchsten Budget. Die Hauptspielstätte des Sinfonieorchesters, die McDermott Concert Hall im Meyerson Center in Dallas, wird zu den besten Konzerthäusern der Welt gezählt. Hinsichtlich der Akustik rangiert das Konzerthaus in den USA hinter der Symphony Hall in Boston und der Carnegie Hall in New York.
Der ehemalige Chefdirigent Jaap van Zweden war mehrere Jahre, zuletzt nachgewiesen für die Saison 2015/16, der bestverdienende Orchesterleiter in den USA.

## Geschichte

Hauptspielstätten
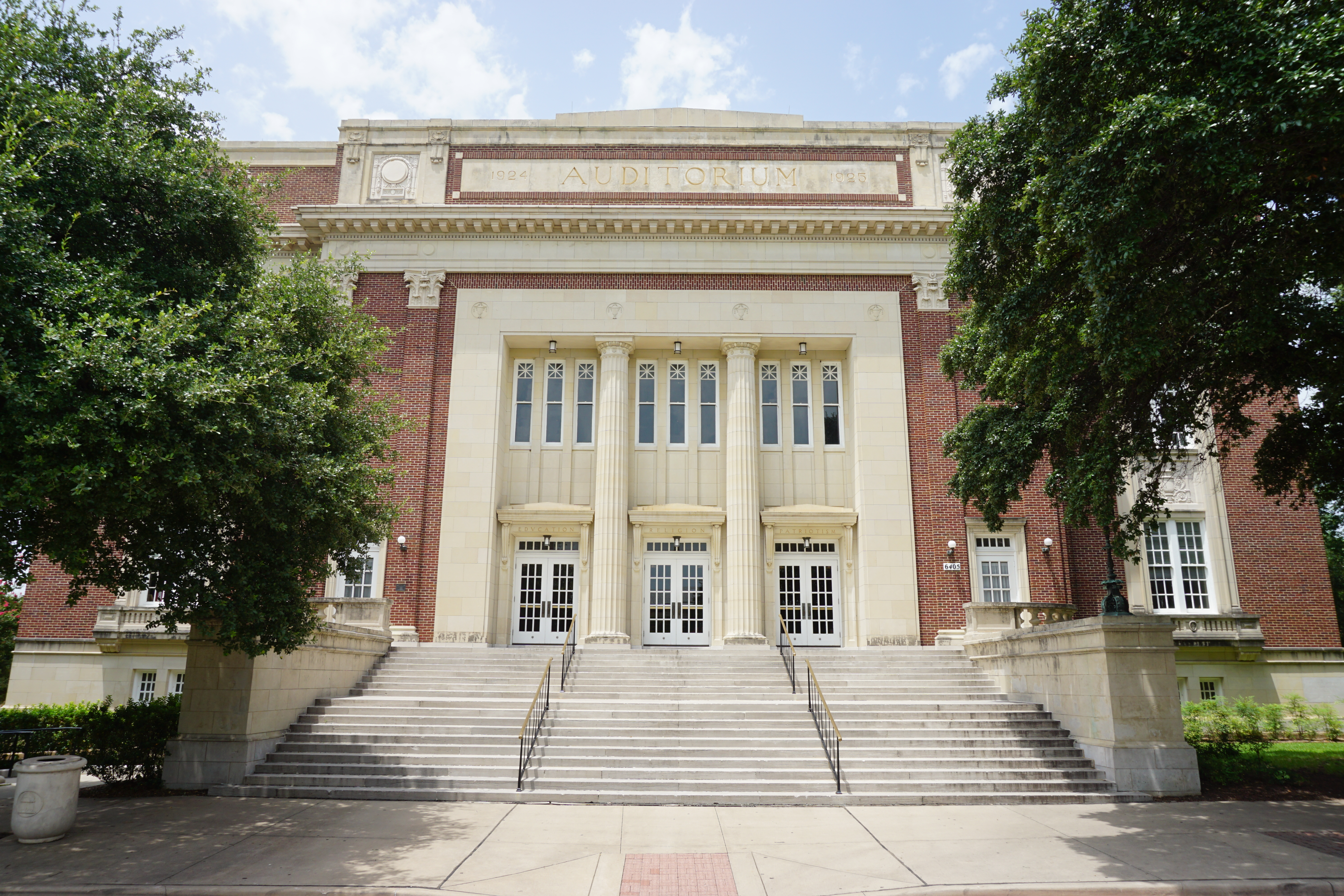
McFarlin Memorial Auditorium (ab den 1930ern; 1951–1956; 1961–1972)
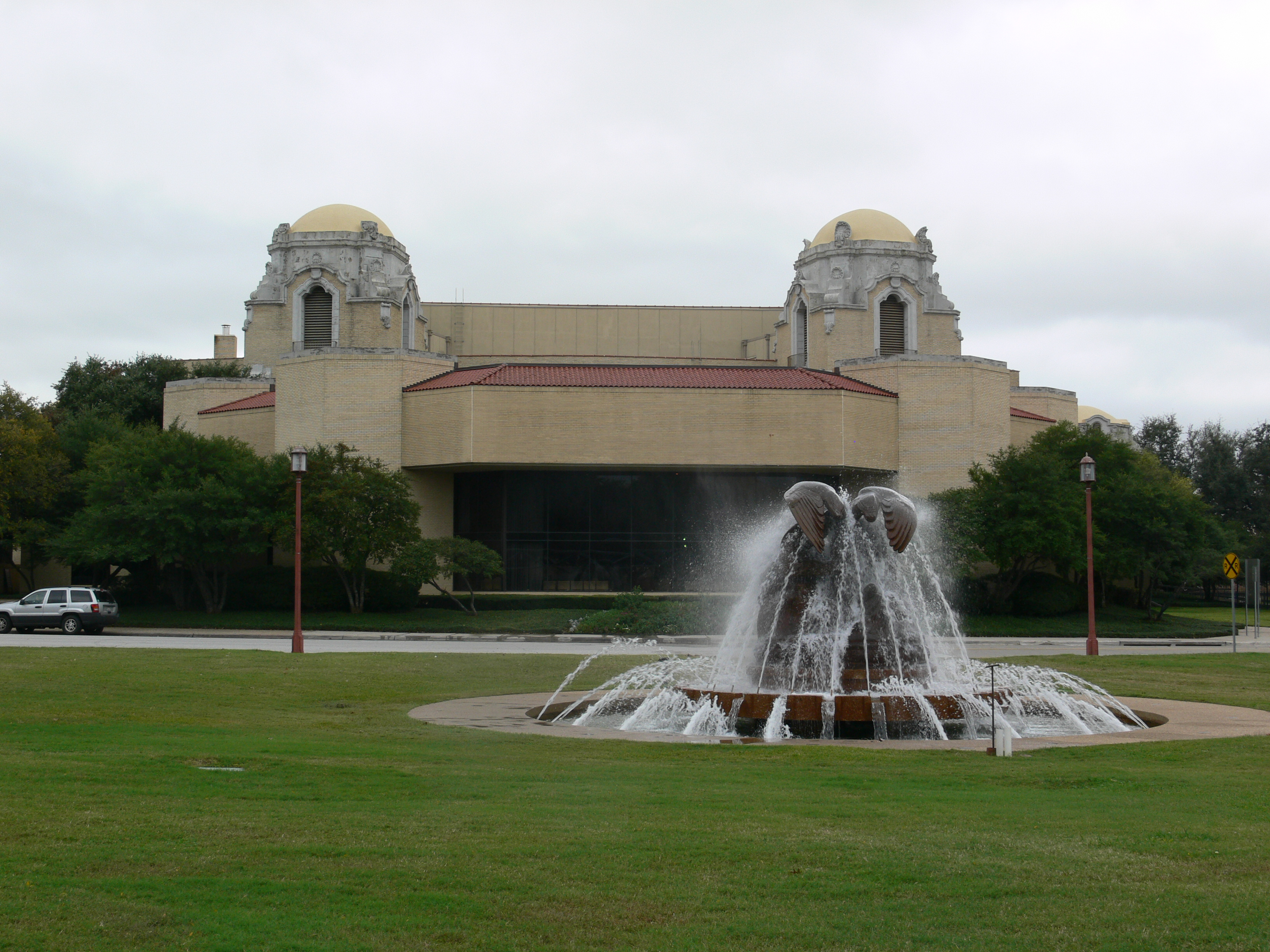
Music Hall at Fair Park (ab den 1930ern; 1945–1951; 1956–1961; 1972–1989)
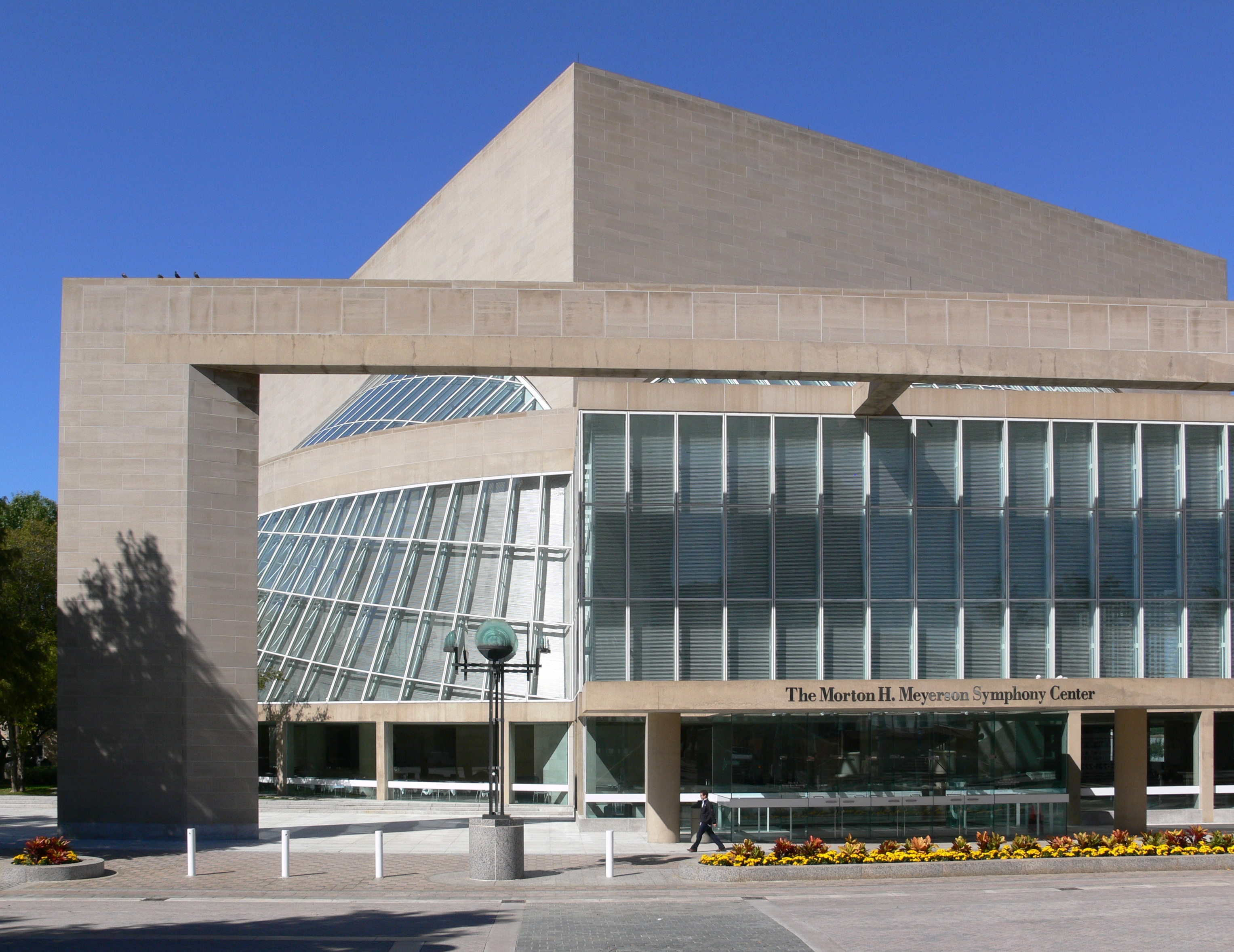
Morton H. Meyerson Symphony Center (seit 1989)

### Deutschamerikanische Anfänge
Die Gründung des ersten ständigen Sinfonieorchesters der Stadt im Jahr 1900 geht auf die Bemühungen des Deutschamerikaners Hans Kreissig zurück. Kreissig, der sich Ende des 19. Jahrhunderts in der texanischen Metropole sesshaft machte, war bereit 1890 an der Aufstellung des aus 21 Geigern bestehenden Dallas Symphony Club beteiligt. Im Mai 1900 gab dieses auf bis zu 40 Musiker angewachsene Orchester sein Einweihungskonzert in der Turner Hall. Kreissig dirigierte den überwiegend nicht aus professionellen Musikern bestehende Klangkörper und war Klaviersolist. Neben der Musik von Hans Kreissig spielte das Orchester Werke von Joseph Haydn, Pietro Mascagni, Gioachino Rossini und Richard Wagner. Die ersten Jahre gab es ein bis zwei Konzerte pro Saison.
Kreissigs ebenso deutschstämmiger Konzertmeister Walter J. Fried sollte ihn 1905 beerben. Das Orchester nahm The Beethoven Symphony Orchestra als neuen Namen an.
Im Zuge der Amtsübernahme im Jahr 1911 durch Carl Venth, der sich als Violinist an der Metropolitan Opera verdient gemacht hatte, kamen etliche New Yorker Musiker mit nach Dallas, was einer Neubelebung gleichkam. Durch den deutschen Einfluss der Anfangsjahre nahm das Orchester verstärkt Musik von Wolfgang Amadeus Mozart, Ludwig van Beethoven, Johannes Brahms, Richard Wagner und Richard Strauss in sein Repertoire auf. Mit dem Ausbruch des Ersten Weltkriegs und der damit verbundenen antideutschen Ressentiments sowie dem Auftreten von Influenza und Meningitis stellte das Orchester 1914 seine Arbeit ein.
Nach dem Ersten Weltkrieg stellte Walter J. Fried das Orchester neu auf und führte es bis zu seinem Tod 1925. In seiner zweiten Amtszeit gab das Orchester jährlich bis zu vier Konzerte.

### Rosenfield-Ära: van Katwijk bis Kletzki
Für die Belebung des Orchesters bewog John Rosenfield von der Dallas Morning News in den 1920er Jahren Unternehmer, für den Klangkörper zu spenden. Er hatte fortan wesentlichen Einfluss auf die Auswahl der Dirigenten (van Katwijk bis Kletzki).
Unter Paul van Katwijk von der Southern Methodist University wurden die Saison und die Programmgestaltung des mehrheitlichen Amateurorchesters zunächst ausgedehnt. Aufgrund mangelnder Nachfrage gab das Orchester 1937 allerdings kein Konzert.
Im Jahr 1938 wurde Jacques Singer, ein Protegé Leopold Stokowskis, neuer Chefdirigent in Dallas. Nach dem Eintritt der Vereinigten Staaten in den Zweiten Weltkrieg wurden Singer und etliche Musiker zum Militärdienst eingezogen, sodass das Orchester im Verlauf des Krieges erneut seine Arbeit unterbrach.
Rosenfield machte sich nach dem Zweiten Weltkrieg für eine Neuaufstellung und Professionalisierung des Orchesters stark. Als neuer Chefdirigent wurde der Ungar Antal Doráti berufen, der mit seinem Orchester 15 Abonnementkonzerte sowie Sonderkonzerte, Kinderkonzerte, Tourneen und Schallplattenaufnahmen anbot. Er ließ ungewöhnliche Werke von Robert Schumann und Felix Mendelssohn Bartholdy spielen. Außerdem setzte er, nicht immer zum Beifall seiner konservativen Gäste, auf moderne Stücke. So folgte der Violinvirtuose Yehudi Menuhin einer Einladung nach Dallas und spielte Bartóks zweites Violinkonzert. Weitere Gastkünstler waren u. a. José Iturbi, Leopold Stokowski und Artur Rubinstein. Am 9. Januar 1949 realisierte das Dallas Symphony Orchestra für die NBC-Serie Orchestras of the Nation die amerikanische Erstaufführung von Bartóks Oper Herzog Blaubarts Burg. Außerdem vergab das Orchester in dieser Zeit mehrere Auftragskompositionen, etwa Paul Hindemiths Sinfonia Serena und Walter Pistons Symphonic Suite.
Nachdem Doráti 1949 zum Minneapolis Symphony Orchestra gewechselt war, übernahm Walter Hendl, dessen letzte Stelle ein ständiges Dirigat bei den New Yorker Philharmonikern war, die Orchesterleitung. Mit Ausnahme von 1955, wo er mit dem American Symphony Orchestra auf Tournee im Nahen Osten war, sollte er dem Orchester acht Saisons vorstehen. 1952 trat der Pianist Van Cliburn mit dem Orchester auf.
Unter Paul Kletzki zog das Orchester von der Music Hall at Fair Park zurück zum McFarlin Memorial Auditorium.

### Superlative und Gegensätze
1961/62 übernahm Sir Georg Solti das Orchester als leitender Dirigent („senior conductor“); gleichzeitig wurde er Musikdirektor des Royal Opera House in London. Solti, der später dem Chicago Symphony Orchestra vorstand, führte das Orchester in neue musikalische Sphären. Gleichzeitig begannen die Probleme.
Donald Johanos, der dem Orchester bereits als ständiger Dirigent und Hausdirigent bekannt war, folgte Solti. Er verantwortete eine 2,5 Millionen US-Dallar hohe Zuwendung der Ford Foundation und blieb bis 1970 im Amt. In den 1960er Jahren erhielt das Orchester auch einen ersten Plattenvertrag. Außerdem verantwortete er das Engagement von Paul Freeman, einem der wenigen Afroamerikaner im Amte eines (stellvertretenden) Dirigenten im Südwesten der Vereinigten Staaten. In seiner Amtszeit verließen mit der Orchesterleitung unzufriedene ältere Musiker den Klangkörper, die Johanos durch junge Kollegen ersetzte. 1968 wurde das Dallas Symphony Orchestra Mitglied der International Conference of Symphony and Opera Musicians.
Anfang der 1970er Jahre versuchte Anshel Brusilow das Orchester mit der Reihe „Dallasound“ der Rock- und Popmusik zu öffnen. In der Folge aber stiegen die Kosten und ein jüngeres Publikum konnte nicht erreicht werden. Brusilow verließ schlussendlich das Orchester: er wurde Hochschullehrer an der University of North Texas und schrieb für den kommerziellen Markt.
Max Rudolf, der dem Orchester ab 1973 im fortgeschrittenen Alter als Dirigent vorstand, hob die Qualität des Klangkörpers, trat jedoch aufgrund einer desaströsen Finanzsituation im Januar 1974 von seinem Posten zurück.
Ein neues Management behob die finanziellen Probleme und Louis Lane führte das Orchester zu alter Größe. So wurde ab 1976 (bis in die Amtszeit von Mata hinein) der Leipziger Gewandhauskapellmeister Kurt Masur als erster Gastdirigent verpflichtet.

### Bedeutungsgewinn
Unter Eduardo Mata, der 1977 sein Amt antrat, entwickelte sich das Orchester weiter. 1977 wurde das Vokalensemble des Orchesters, der Dallas Symphony Chorus, begründet. Mata legte einen Schwerpunkt auf lateinamerikanische Komponisten wie Alberto Ginastera und Carlos Chávez Ramírez sowie Robert Xavier Rodríguez, der ab 1982 Composer in Residence war. 1981/82 ging das Orchester auf Auslandstournee nach Mexiko. An der Ostküste der Vereinigten Staaten war das Sinfonieorchester 1981 präsent. Es gastierte in der Carnegie Hall in New York und im Kennedy Center in Washington, D.C. sowie in Europa und Singapur. Auch kam das Orchester bei RCA und Dorian unter Vertrag. Von 1982 bis 1989 wurde der Konzertneubau (Morton H. Meyerson Symphony Center) organisiert.
Andrew Litton führte das Orchester erstmals ins Fernsehen; die Ausstrahlung von Amazing Music erfolgte 1995 auf dem A&E Network. Litton berücksichtigte verschiedene Musikrichtungen wie Jazz, Musik der Romantik und eine Kooperation mit der Folk-Gruppe Peter, Paul and Mary. Außerdem spielte er Werke von Richard Strauss, Dmitri Schostakowitsch und George Gershwin ein.
Jaap van Zweden wurde in der Saison 2007/08 designierter Musikdirektor und 2008 offiziell Leiter des Orchesters; 2012 wählte ihn die Zeitschrift Musical America zum Dirigenten des Jahres. Er führte u. a. Tickets für einkommensschwache Bürger und einige kostenlose Konzerte ein. 2007 waren Julio Iglesias und die Beach Boys Gäste in Dallas. In der Pop-Serie traten u. a. Wayne Newton und Michael McDonald sowie Finalisten aus der Fernsehshow American Idol auf. 2013 gastierte das Orchester u. a. in Amsterdam, Wien und Frankfurt am Main.
Pulitzer-Preisträgerin Julia Wolfe wurde 2018 im Rahmen eines neuen Programms Composer in Residence – als erste Frau in dieser Funktion. Ab der Saison 2019/20 wurde Fabio Luisi designierter Musikdirektor und ab 2020/21 offiziell Nachfolger van Zwedens.

## Leitung
Das Dallas Symphony Orchestra wird durch die Dallas Symphony Association, Inc. (gegründet 1967; President & CEO: Kim Noltemy) und die Dallas Symphony Foundation (gegründet 1977; Principal Officer: Scott Hancock) geleitet. Die Geschäfte werden durch einen Verwaltungsstab wahrgenommen.
| Bild | Bild | Name (Lebensdaten)           | Herkunftsland                       | Amtszeit  |
| ---- | ---- | ---------------------------- | ----------------------------------- | --------- |
| 1    |      | Hans Kreissig (1856–1929)    | Deutsches Reich/ Vereinigte Staaten | 1900–1905 |
| 2    |      | Walter J. Fried (1877–1925)  | Vereinigte Staaten                  | 1905–1911 |
| 3    |      | Carl Venth (1860–1938)       | Deutsches Reich/ Vereinigte Staaten | 1911–1914 |
|      |      | Walter J. Fried (1877–1925)  | Vereinigte Staaten                  | 1918–1924 |
| 4    |      | Paul van Katwijk (1885–1974) | Niederlande/ Vereinigte Staaten     | 1925–1938 |
| 5    |      | Jacques Singer (1910–1980)   | Polen/ Vereinigte Staaten           | 1938–1942 |
| 6    |      | Antal Doráti (1906–1988)     | Ungarn/ Vereinigte Staaten          | 1945–1949 |
| 7    |      | Walter Hendl (1917–2007)     | Vereinigte Staaten                  | 1949–1958 |
| 8    |      | Paul Kletzki (1900–1973)     | Polen/ Schweiz                      | 1958–1961 |
| 9    |      | Sir Georg Solti (1912–1997)  | Ungarn/ Vereinigtes Königreich      | 1961–1962 |
| 10   |      | Donald Johanos (1928–2007)   | Vereinigte Staaten                  | 1962–1970 |
| 11   |      | Anshel Brusilow (1928–2018)  | Vereinigte Staaten                  | 1970–1973 |
| 12   |      | Max Rudolf (1902–1995)       | Deutsches Reich/ Vereinigte Staaten | 1973–1974 |
| 13   |      | Louis Lane (1923–2016)       | Vereinigte Staaten                  | 1975–1977 |
| 14   |      | Eduardo Mata (1942–1995)     | Mexiko                              | 1977–1993 |
| 15   |      | Andrew Litton (* 1959)       | Vereinigte Staaten                  | 1994–2006 |
| 16   |      | Jaap van Zweden (* 1960)     | Niederlande                         | 2008–2018 |
| 17   |      | Fabio Luisi (* 1959)         | Italien                             | ab 2019   |

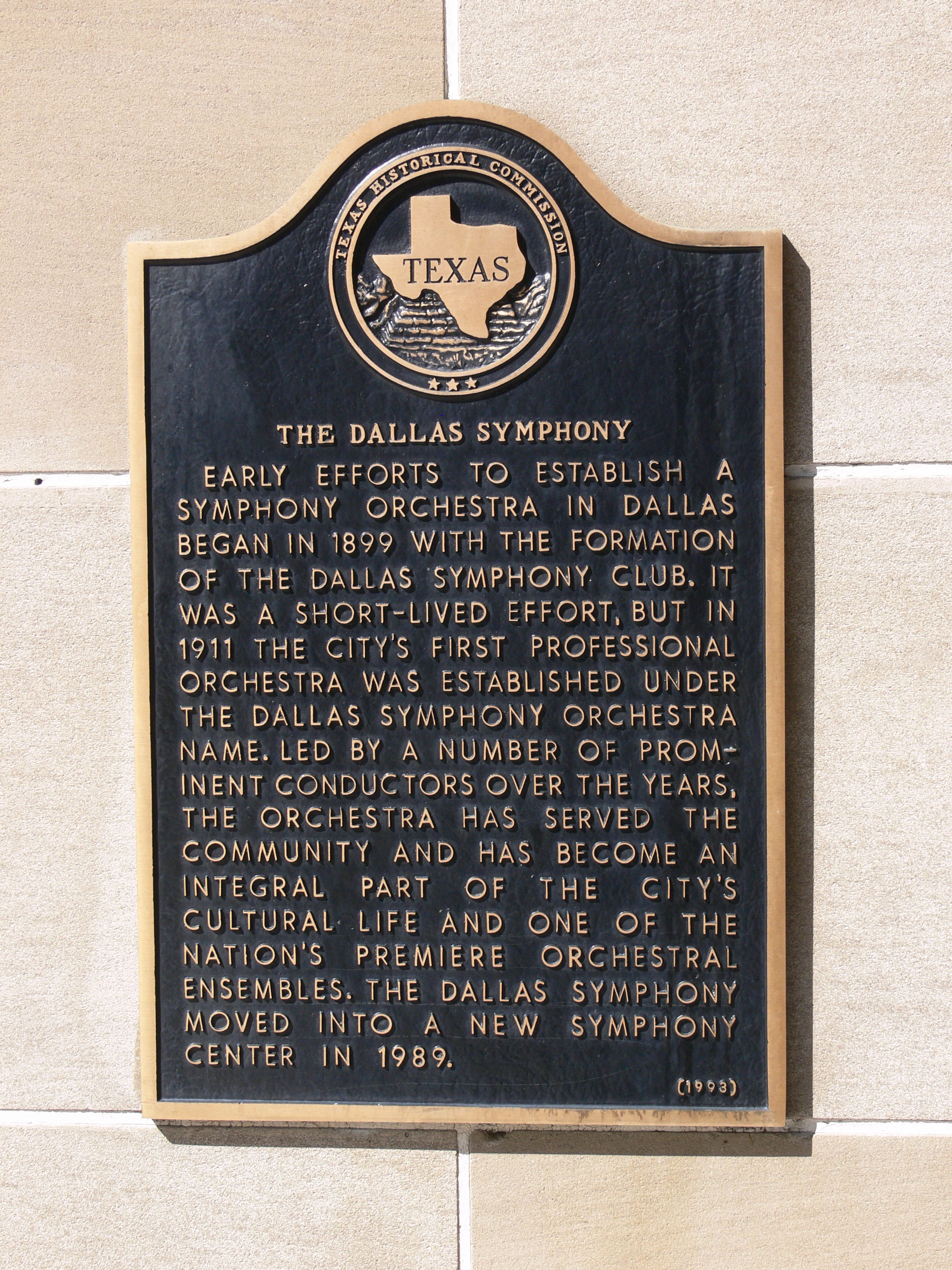
Historical Marker der Texas Historical Commission (2009)

Von 1914 bis 1918 und 1937/38 bzw. von 1942 bis 1945 wurde der Betrieb kriegsbedingt eingestellt.

## Aktuelle Spielstätten

McDermott Concert Hall, Meyerson Symphony Center (2014)

Veranstaltungsorte des Orchesters sind:
- Morton H. Meyerson Symphony Center, Dallas (Sitz)
- Moody Performance Hall, Dallas
- Dallas Contemporary, Dallas
- Stonebriar Community Church, Frisco
- White’s Chapel Methodist Church, Southlake
- Allen ISD Performing Arts Center, Allen
- Cliff Temple Baptist Church, Dallas
- Duncanville High School, Duncanville

## Gemeinwesen
Das Orchester hat ein vielfältiges Bildungsprogramm und engagiert sich für das Gemeinwesen:
- Parks Concerts – kostenlose Freiluftkonzerte
- HeartStrings – Freikarten für die Gemeinde, gemeinnützige und Wohltätigkeitsorganisationen
- Non-Profit Ticket Donation – Fundraising-Tool für Gemeinnützige Organisationen (501(c)(3) organization)
- Symphony of Toys – jährliche Feiertagskonzerte

## Uraufführungen (Auswahl)
Das Orchester erhielt mehrere Auftragskompositionen und verantwortete zahlreiche Uraufführungen:
- Paul Hindemith: Symphonia Serena (1. Februar 1947)
- George Antheil: Violinkonzert (9. Februar 1947)
- Morton Gould: 3. Sinfonie (16. Februar 1947)
- Walter Piston: 2. Suite (8. Februar 1948)
- William Schuman: 6. Sinfonie (27. Februar 1949)
- Bohuslav Martinů: 3. Klavierkonzert (20. November 1949)
- Peter Mennin: 5. Sinfonie (2. April 1950)
- Samuel Adler: 1. Sinfonie (7. Dezember 1953)
- Miklós Rózsa: Violinkonzert (15. Januar 1956)
- Samuel Adler: 2. Sinfonie (12. Februar 1958)
- Darius Milhaud: 11. Sinfonie (12. Dezember 1960)
- Pierre Wissmer: L’Enfant et la rose (22. November 1961)
- Gunther Schuller: Sinfonie (19. Februar 1965)
- Donald Erb: The Seventh Trumpet (5. April 1969)
- Samuel Adler: 4. Sinfonie (15. März 1970)
- Morton Feldman: On Time and the Instrumental Factor (24. April 1971)
- Benjamin Lees: Variations (31. März 1976)
- Ross Lee Finney: 2. Violinkonzert (31. März 1976)
- Włodzimierz Kotoński: Sirocco (3. April 1981)
- Benjamin Lees: 4. Sinfonie (2. November 1985)
- Luciano Berio: Festum (14. September 1989)
- Ezra Laderman: 7. Sinfonie (7. Dezember 1989)
- Henry Brant: Prisons of the Mind (12. April 1990)
- Lowell Liebermann: Dorian Gray: A Symphonic Portrait (16. November 2000)
- Lowell Liebermann: Pegasus (9. Februar 2001)
- Joseph Schwantner: September Canticle (21. Februar 2002)
- Cindy McTee: Einstein’s Dream (31. März 2005)
- George Tsontakis: Klavierkonzert (15. September 2005)
- Roberto Sierra: The Bacchae (30. November 2006)
- Steven Stucky: August 4, 1964 (18. September 2008)
- Alexander Raskatow: Violinkonzert (30. April 2009)
- George Fenton: Planet Earth Live (25. Februar 2010)
- Poul Ruders: Orgelsinfonie (20. Januar 2011)
- Stewart Copeland: Gamelan D’Drum (5. Februar 2011)
- Robert Rodriguez: The Dot and the Line (25. März 2012)
- Christopher Rouse: 5. Sinfonie (9. Februar 2017)
- Jessie Montgomery: Snapshots (12. Oktober 2023)
- Xi Wang: Year 2020 (22. Februar 2024)
- Anna Clyne: Atlas (28. März 2024)

## Auszeichnungen
2005 erhielt die Hyperion-Einspielung der Rhapsodie über ein Thema von Paganini von Sergei Rachmaninow durch Stephen Hough (Klavier) und das Dallas Symphony Orchestra unter Andrew Litton den Gramophone Classical Music Award (Editor’s Choice). Bei den Grammy Awards 2013 war die Einspielung August 4, 1964 von Steven Stucky (Leitung: Jaap van Zweden) in der Kategorie „Best Contemporary Classical Composition“ nominiert.